# Eusphaeropeltis modiglianii
Eusphaeropeltis modiglianii är en skalbaggsart som beskrevs av Raffaello Gestro 1899. Eusphaeropeltis modiglianii ingår i släktet Eusphaeropeltis och familjen Hybosoridae. Inga underarter finns listade i Catalogue of Life.